# Embòlia pulmonar
L'embòlia pulmonar o embolisme pulmonar (EP) és una obstrucció (embòlia) d'una artèria pulmonar per una substància que ha viatjat des d'altres parts del cos a través del torrent sanguini. Normalment això és degut a l'embòlia d'un trombe (coàgul de sang) de les venes profundes de les cames, un procés anomenat tromboembolisme venós, d'aquesta manera es parla d'un tromboembolisme pulmonar (TEP). Una petita proporció es deu a la embolització d'aire, de greix o líquid amniòtic. L'obstrucció del flux sanguini en el pulmó l'augment de pressió resultant sobre el ventricle dret del cor porta als símptomes i signes d'EP. El risc d'EP s'incrementa en diverses situacions, com el càncer i el repòs en llit prolongat.

## Epidemiologia
Avui en dia, no hi ha dades estadístiques exactes sobre la incidència de l'embolisme pulmonar però s'estima que hi ha una incidència de 500.000 casos anuals als EUA. La mortalitat estimada és d'entre un 2 - 10% dels casos totals.
Més d'un 90% dels casos d'embolisme pulmonar té origen al sistema venós profund de les extremitats inferiors. Tot i així, existeixen altres factors que poden desencadenar un EP.

## Etiologia

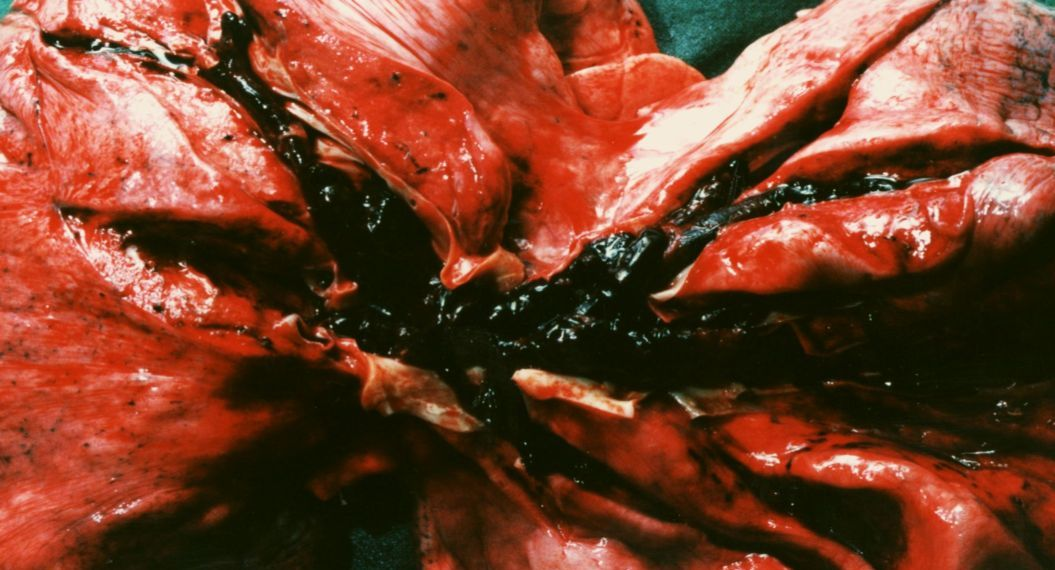
Embòlia pulmonar massiva

La causa més comuna de l'EP és la formació d'un trombe (coàgul de sang) a les extremitats inferiors i, aquest, viatge fins a l'artèria principal del pulmó causant així una obstrucció del flux sanguini al pulmó. Aproximadament, aquesta causa representa el 90% dels casos.
Hi ha tota una sèrie de factors que poden ajudar a l'aparició d'una EP. Aquests factors els poden classificar en:
- Factors de risc
- Factors predisposants

Al mateix temps aquests factors de risc es poden classificar en genètics, adquirits i circumstancials. Tot seguit es poden veure quins factors pertanyen a cada grup esmentat.

### Genètics
- Factor V de Leiden
- Mutació en la protrombina
- Dèficit de proteïna C
- Dèficit de proteïna S
- Dèficit d'antitrombina III: l'antitrombina III és una proteïna que ajuda a controlar la coagulació de la sang.
- Alts nivells d'homocisteïna
- Alteracions del plasminògen i de la fibrinòlisi (degradació de les xarxes de fibrina).

#### Adquirits
- Anticossos antifosfolípids
- Malalties renals (pèrdua renal d'antirombina)
- Hemoglobina nocturna paroxismal

#### Circumstancials
- Immobilització de la persona. Per exemple, després d'una intervenció quirúrgica greu la persona pot passar molt temps enllitada, immobilitat per traumatismes, sedestació perllongada,[3] etc.
- Obesitat
- Embaràs
- Càncer
- Ús d'anticonceptius orals[4]

## Signes i símptomes
Generalment, l'embòlia pulmonar apareix de forma sobtada sense signes i símptomes previs. Tot i així, quan es manifesta hi ha tota una sèrie de símptomes que fàcilment són detectats per part dels facultatius.
- Dispnea sobtada
- Sensació d'ofegament més o menys intens
- Hemoptisi
- Dolor a la base del tòrax
- Taquicàrdia
- Angoixa
- Malestar
- Febrícula

Quan l'EP és molt severa hi ha tota una sèrie de signes que apareixen i, són d'alarma.
- Hipotensió
- Taquipnea
- Febre > 38 °C
- Cianosi
- Signe de Homans: Consisteix a posar el pacient en decúbit supí i una de les extremitats inferiors flexionada a uns 30 ° aproximadament. El signe es considera positiu quan hi ha presència de dolor a la zona posterior al genoll durant la flexió.[5]

## Diagnòstic
El diagnòstic de l'EP es basa en el quadre clínic que presenta la persona: dispnea, dolor al tòrax, hemoptisi, etc., amb radiografia de tòrax anormal o sense. Tot i així, hi ha tota una sèrie de proves que els facultatius poden realitzar per diagnosticar o bé, descartar una EP. Generalment, en primer lloc es fa una anàlisi de sang per detectar el Dímer D. Si aquest dona positiu, es fa una gammagrafia ventilació - perfusió.

### Proves que es duen a terme
- Radiografia de tòrax: La radiografia de tòrax ens permet tenir una visió ràpida dels pulmons.
- Gasometria Arterial: Generalment, en les persones diagnosticades d'EP el valor de l'oxigen és menor als paràmetres normals.
- Dímer D: Producte de la degradació de la fibrina que apareix quan es forma un coàgul a la sang.
- Gammagrafia de ventilació - perfusió: Prova molt útil pel diagnòstic de l'EP. Aquesta prova ens permet veure les parts del pulmó ben ventilades i vascularitzades.[6]
- Angiografia pulmonar: Aquesta prova és molt fiable però és molesta pel pacient i té un cost elevat. Consisteix a administrar contrast al pacient per comprovar el flux sanguini pulmonar.[4]
- Ecocardiografia: Prova poc realitzada. Per si sola no ens permet diagnosticar una EP.

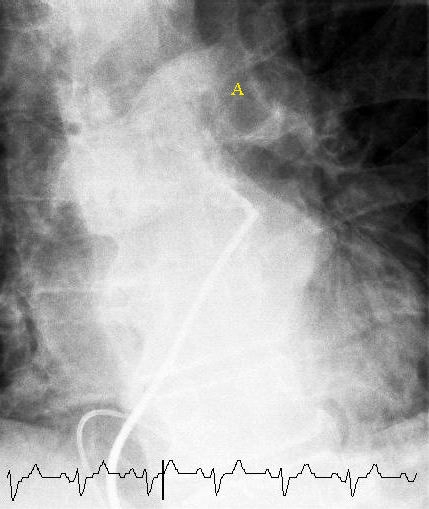
Angiografia pulmonar selectiva que revela un trombe significatiu (etiqueta A) causant una obstrucció a l'artèria pulmonar principal esquerra. El traçat de l'ECG es mostra a la part inferior.
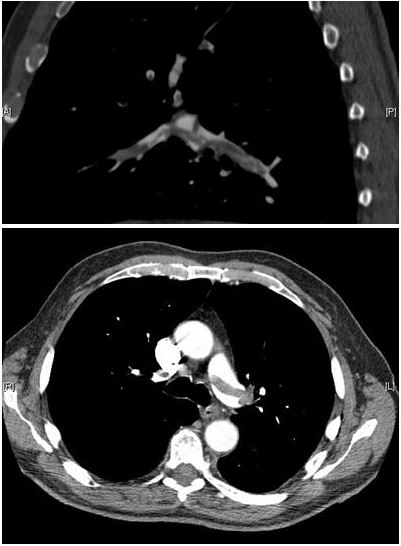
Angiografia per tomografia computada pulmonar que mostra una embòlia en les branques lobars d'ambdues artèries pulmonars principals.
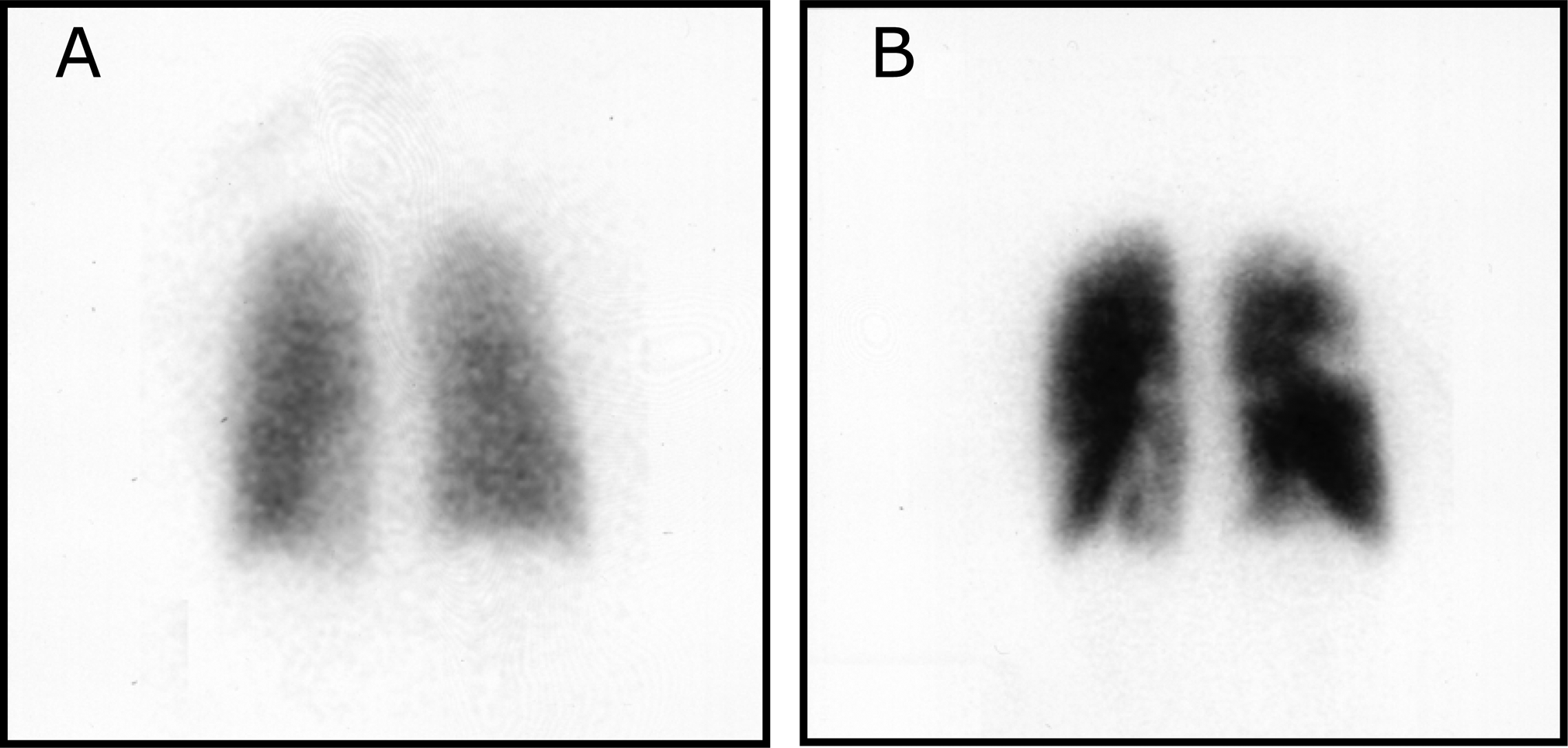
Gammagrafia de ventilació-perfusió en una dona que prenia anticonceptius hormonals i valdecoxib. (A) Després de la inhalació de 20,1 mCi de gas xenó-133, es van obtenir imatges de la gammagrafia en la projecció posterior, mostrant la ventilació uniforme als pulmons. (B) Després de la injecció intravenosa de 4,1 mCi de macroagregats d'albúmina marcats amb de tecneci-99m, es van obtenir imatges de la gammagrafia, que es mostra aquí a la projecció posterior. Aquesta i altres vistes mostren una disminució de l'activitat en diverses regions.

## Tractament
El tractament de l'embòlia pulmonar es basa en l'administració d'uns fàrmacs anomenats anticoagulants orals. Aquest s'ha d'iniciar al més aviat possible per evitar complicacions i seqüeles. El tractament té com a objectiu evitar recurrències, és a dir, la repetició d'una altra EP. Els fàrmacs administrats són els coneguts anticoagulants que tenen la capacitat de diluir la sang per evitar la formació de trombes

### Heparina
Un cop diagnosticada l'EP cal iniciar tractament farmacològic amb heparina. Aquesta substància evita el creixement del trombe. Aquesta pot ser de dos tipus: heparina de baix pes molecular o heparina fraccionada.
- Heparina baix pes molecular (HBPM): La seva utilització és més fàcil i ràpida. S'administren dues dosis diàries per via subcutània. Tot i ser molt eficaç té un cost més elevat que l'heparina fraccionada.
- Heparina fraccionada:  La seva utilització és més complicada a causa del control que s'ha de realitzar un cop administrada per controlar el temps parcial de tromboplastina activada i poder ajustar les dosis correctament per cada pacient. Primerament, s'ha d'administrar un bolus inicial i tot seguit, iniciar el tractament en perfusió continua.

### Anticoagulants orals
Els anticoagulants orals seran el tractament a llarg termini per a les persones que han estat diagnosticades d'una EP. Generalment, el tractament amb anticoagulants s'inicia juntament amb l'heparina, ja que aquests fàrmacs tarden entre 24 -72 hores en iniciar efecte sobre la sang. Per aquest motiu, cal allargar el tractament amb heparina fins que els anticoagulants comencin a fer efecte.
L'INR és una forma d'estandarditzar els valors obtinguts del temps de la protrombina i, serveix per controlar els pacients amb tractament amb anticoagulants. Els paràmetres normals són d'entre 0,9- 1,3 però en perones diagnosticades d'EP els valors incrementen entre 2 - 3. Els anticoagulants orals permeten mantenir un nivell de INR (International Normalaized Ratio) entre 2 i 3. Si els valor d'INR > 3 hi ha més risc d'hemorràgia, ja que la sang és més clara i, al contrari, si el valor d'INR és < 2 la sang no està anticoagulada.
Els anticoagulants orals permeten mantenir un nivell de INR (International Normalaized Ratio) entre 2 i 3. Sovint, durant el tractament les dosis de fàrmac han de ser modificades pels facultatius. Els fàrmacs més coneguts són: acenocumarol (Sintrom®) i la warfarina (Aldocumar®).
Hi ha tota una sèrie de coses que cal tenir en compte quan s'inicia el tractament amb anticoagulants orals:
- Són fàrmacs que tenen múltiples interaccions amb altres fàrmacs.
- Les complicacions més comunes són: hemorràgies o embòlies.
- Té un sostre terapèutic molt estret.[7]

### Tractament quirúrgic
El tractament quirúrgic és l'última opció. S'aplica en pacients que presenten una embòlia massiva i que prèviament no han donat resultat al tractament. Té un índex de mortalitat molt elevat.

## Pronòstic
El pronòstic de l'EP és molt variable i, depèn de molts factors que poden interaccionar entre ells.
- Edat de la persona.
- Antecedents mèdics.
- Diagnòstic precoç o tarda.
- Grau de gravetat de l'EP. Les embòlies pulmonars estan classificades en 4 grups segons gravetat.